# آمي جيمس
آمي جيمس (بالإنجليزية: Ami James)‏ هو مذيع ورائد أعمال أمريكي، ولد في 6 أبريل 1972 في إسرائيل.

## وصلات خارجية
- آمي جيمس على موقع IMDb (الإنجليزية)
- آمي جيمس على موقع قاعدة بيانات الفيلم (الإنجليزية)
- آمي جيمس على موقع كينوبويسك (الروسية)